# Tight Shoes
Tight Shoes es el noveno álbum de estudio de la banda estadounidense Foghat, publicado en 1980 por Bearsville Records. Es el último álbum del guitarrista Rod Price con la banda, hasta su regreso en 1994 para la grabación del disco Return of the Boogie Men.

## Lista de canciones
Todas las canciones escritas por Dave Peverett.
1. "Stranger in My Home Town" – 4:24
2. "Loose Ends" – 4:38
3. "Full Time Lover" – 4:30
4. "Baby I Can Change Your Mind" – 4:56
5. "Too Late the Hero" – 5:01
6. "Dead End Street" – 5:00
7. "Be My Woman" – 5:57
8. "No Hard Feelings" – 6:15

## Créditos
- Dave Peverett - voz, guitarra
- Rod Price - guitarra líder
- Craig MacGregor - bajo
- Roger Earl - batería